# Bieciuny II
Bieciuny II (lit. Bėčiūnai II) – dawniej futor. Obecnie część wsi Bieciuny na Litwie, w okręgu uciańskim, w rejonie ignalińskim, w gminie Ignalino.

## Historia
W czasach zaborów wieś w gminie Daugieliszki, w powiecie święciańskim, w guberni wileńskiej Imperium Rosyjskiego. W 1905 roku liczyła wraz z wsią Bieciuny I 50 mieszkańców, 65 dziesięcin.
W dwudziestoleciu międzywojennym futor leżał w Polsce, w województwie wileńskim, w powiecie święciańskim, w gminie Daugieliszki.
W 1931 w 12 domach zamieszkiwało 67 osób.
Miejscowość należała do parafii rzymskokatolickiej w Połusze i prawosławnej w Michałowie. Podlegała pod Sąd Grodzki w Święcianach i Okręgowy w Wilnie; właściwy urząd pocztowy mieścił się w Ignalinie.